# Mike Dunham
Michael Dunham (Johnson City, 1º giugno 1972) è un allenatore di hockey su ghiaccio ed ex hockeista su ghiaccio statunitense.
Ha vinto un William M. Jennings Trophy nella stagione 1996-1997, condiviso con Martin Brodeur.